# های‌بریج
های‌بریج (انگلیسی: Highbridge) شرکت سرمایه‌گذاری آمریکایی است، که در سال ۱۹۹۲ توسط گلن دوبلین و هنری سویکا تأسیس شد.